# El Greco pinta al Gran Inquisidor

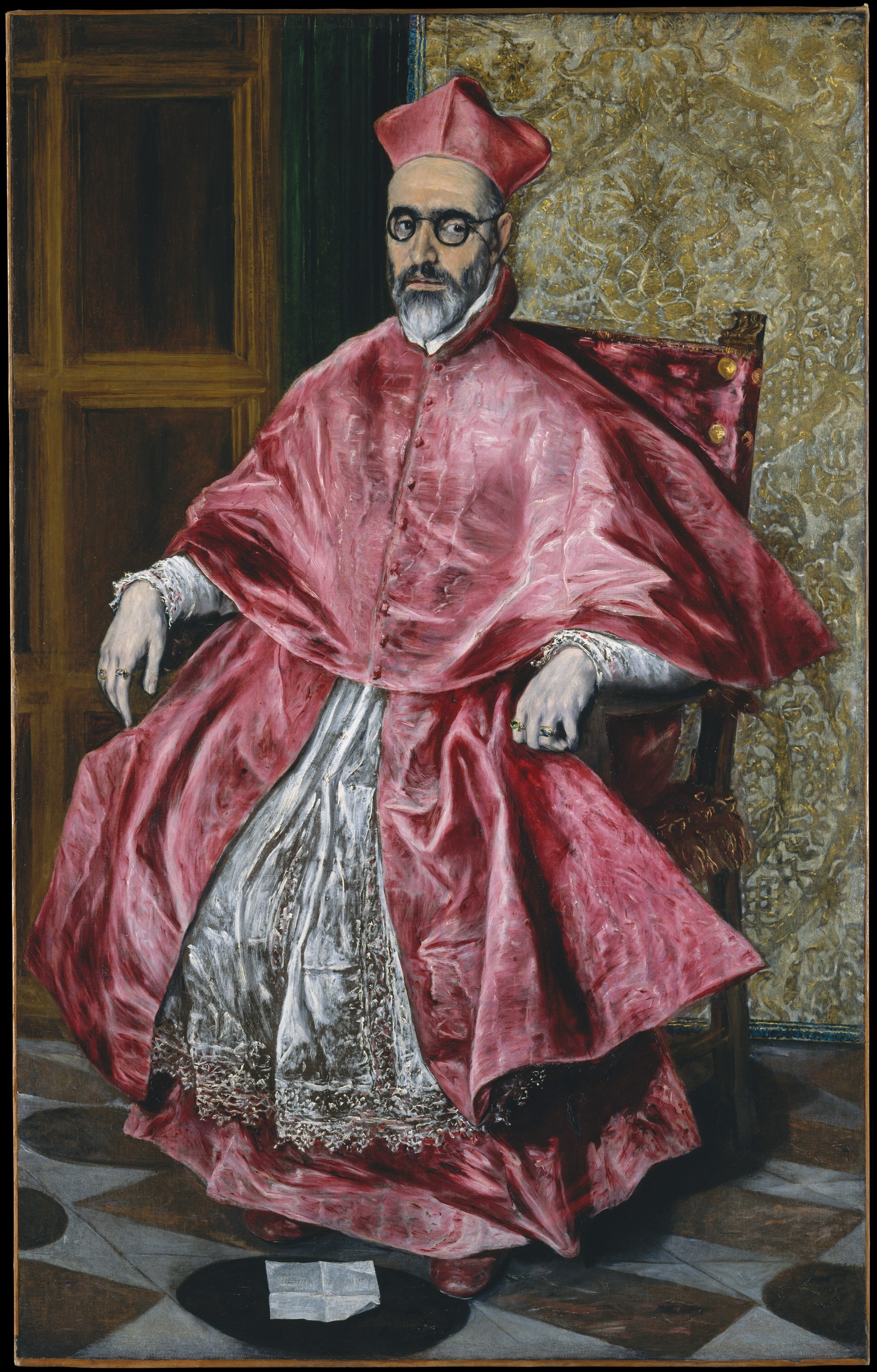
El Greco: Retrato del cardenal inquisidor Don Fernando Niño de Guevara (ca. 1600), Museo Metropolitano de Arte, Nueva York.

El Greco pinta al Gran Inquisidor (en el original alemán El Greco malt den Großinquisitor) es una novela escrita por Stefan Andres publicada en 1936. Trata de la relación entre la mente y el poder y es la obra más conocida de este autor.

## Resumen
La obra de ficción se apoya en el cuadro pintado al óleo por el Greco en Toledo hacia 1600 y que en la actualidad se encuentra en el Museo Metropolitano de Arte de Nueva York. Así, la trama transcurre durante la época de la Inquisición española.
El Greco es llamado a Sevilla para retratar al cardenal y gran inquisidor Don Fernando Niño de Guevara. Pero con el cuadro no persigue aterrar ni sobresaltar, sino dejar que el Greco pinte la verdad, tal como Dios se lo ordene a través de la Verdad. Quiere mostrar con ello qué aspecto tenía la Iglesia en la época: «¡se ha convertido en un fuego sangriento, eminencia!» („Sie ist ein blutiges Feuer geworden, Eminenz!“). 
A la vez, el Greco está fascinado con el poder, en el que reconoce grandeza, tragedia y también el cumplimiento de la voluntad divina. En la contemplación de una tormenta, el Greco ve la grandeza y la brutalidad de la naturaleza y transmite esa impresión a la Inquisición. El miedo a la Inquisición le da alas para finalmente mirar al terrible yo a la cara. Así que pinta el cuadro en un estado de montaña rusa emocional, alternando entre el miedo y el valor encontrado.
Poco después el cardenal enferma y el Greco tendrá que llamar a su amigo y médico Cazalla, cuyo hermano había caído víctima de la Inquisición. Cazalla salva la vida al enfermo y con ello, le da la posibilidad de seguir desarrollando con extrema dureza su labor de gran inquisidor.

## Interpretación

### Tema
Stefan Andres relata en su novela la confrontación de dos enemigos personales de la Inquisición - el Greco y el médico Cazalla - con la máxima autoridad del tribunal, el gran inquisidor Niño de Guevara. Ambos critican la brutalidad existente y el clima de miedo. Así, Andres traza paralelos con la realidad del Tercer Reich.
Sin embargo, el Greco está a la vez fascinado por el poder, en el que reconoce la grandeza, la tragedia y el cumplimiento del destino decidido por Dios. Andres simboliza ese hecho con un acontecimiento natural. Durante la contemplación de una tormenta, el Greco ve la grandeza y la brutalidad de la naturaleza y traslada esta impresión a la Inquisición: «¡el miedo es el comienzo de la sabiduría!» („Die Furcht ist der Anfang der Weisheit!“). Con este conocimiento, el Greco retrata al Gran inquisidor con una grandeza trágica, como ser humano que se ha sacrificado a una idea: «¡es un santo por su soledad, un santo triste, un verdugo santo!» („Er ist ein Heiliger um seiner Schwermut willen, ein trauriger Heiliger, ein heiliger Henker!“).
Cuando el cardenal enferma, este le da la oportunidad al médico Cazalla de matarlo, dándole la oportunidad de vengarse por su hermano muerto. Con ello, el cardenal apunta hacia la mayor debilidad del ser humano, la fe. Cazalla le salva la vida.
Cazalla y el Greco no firman la paz con el poder, mantienen a la vista la injusticia y la crueldad. Sin embargo ambos se sienten obligados por su ética profesional y su propia falta de violencia que, en la situación en la que se encuentran, la resistencia es inútil. Andres rechaza la violencia del estado, pero debido a que la convierte en un acontecimiento de la naturaleza, constata su propia impotencia.
El que este libro fuera consentido por los nazis sólo puede aclararse por el hecho de que Andres critica a la Inquisición española, que en los círculos nacionalsocialistas pertenecía desde siempre a los enemigos declarados.

### Personajes

#### El Greco
El Greco es el famoso pintor. El miedo a la Inquisición se transforma a lo largo del libro en valor. Es consciente de que es impotente en manos de la Inquisición.

#### Cazalla
Es el médico del Gran Inquisidor. Es enemigo de la Inquisición y por ello tiene miedo a morir. Cuando consigue la posibilidad de matar al cardenal, no lo hace, porque no lo puede concebir dentro de su fe en Dios y su conciencia.

#### El gran inquisidor cardenal Niño de Guevara
Personifica al Mal. Actúa en nombre de su fe en la Iglesia y se coloca con ello por encima del sistema político y el Estado. Incluso el rey le teme. Niño de Guevara emplea su poder a fondo. Incluso en su lecho de muerte firma todavía penas de muerte.